# Jindřich Chalupecký
Jindřich Chalupecký (ur. 12 lutego 1910 Praga; zm. 19 czerwca 1990 tamże) – znany praski krytyk literacki, historyk, teoretyk i krytyk sztuki, eseista oraz tłumacz. Był mężem czeskiej poetki Jiřiny Haukovéj. Autor manifestu założycielskiego i główny teoretyk Grupy 42 powstałej w 1942 roku.
Interesował się przede wszystkim sztuką współczesną.
Autor koncepcji wielu wystaw artystów czeskich zorganizowanych w Czechosłowacji i poza jej granicami.
Redagował pisma “Život” (1942-1943) oraz “Listy” (1947-1948).
Po jego śmierci, m.in. z inicjatywy Václava Havla została ufundowana Nagroda Jindřicha Chalupeckégo przyznawana najbardziej utalentowanym przedstawicielom czeskiej sceny artystycznej, którzy nie ukończyli jeszcze 35 roku życia.

## Dzieła
- Cesta Jiřího Koláře, 1984
- Cestou necestou 1934–1989, 1989
- Evropa a umění, 2001
- Expresionisté, 1992
- František Janoušek, 1991
- Il surrealismo erotico Ladislav Novák, 1974
- Intelektuál za socialismu, 1949
- Kultura a lid, 1947
- Na hranicích umění, 1987
- Nové umění v Čechách, 1985
- O dada, surrealismu a českém umění, 1977
- Obhajoba umění 1934–1948, 1988
- Podobizna umělce v moderním věku: Duchampsovské meditace, 1982 (2 díly)
- Poezie a politika, 1984
- Richard Weiner, 1947
- Smysl moderního umění, 1944
- Svět, v němž žijeme, 1940
- Tíha doby, 1997
- Úděl umělce, 1998
- Umění dnes, 1966
- V. Jakovlev, 1976
- Veliká příležitost: Poznámky k reorganizaci českého výtvarnictví, 1946

W Polsce jego teksty drukowała „Literatura na Świecie”.

## Odznaczenia
- Order Tomáša Garrigue Masaryka III Klasy – CSRF, 1991, pośmiertnie[1][2]

## Literatura
Leszek Engelking, Codzienność i mit. Poetyka, programy i historia Grupy 42 w kontekstach dwudziestowiecznej awangardy i postawangardy, Łódź 2005 Wydawnictwo Uniwersytetu Łódzkiego ISBN 83-7171-826-8